# Lukas Cormier
Lukas Cormier, född 27 mars 2002, är en kanadensisk professionell ishockeyback som är kontrakterad till Vegas Golden Knights i National Hockey League (NHL) och spelar för Henderson Silver Knights i American Hockey League (AHL).
Han har tidigare spelat för Charlottetown Islanders i Ligue de hockey junior majeur du Québec (LHJMQ).
Cormier draftades av Vegas Golden Knights i tredje rundan i 2020 års draft som 68:e spelare totalt.

## Statistik
| 2015–2016    | Dieppe Flyers            | NBU15AAA         | 31  | 6  | 15  | 21  | 34  | 6  | 2  | 1  | 3  | 0  |
| 2016–2017    | Dieppe Flyers            | NBU15AAA         | 27  | 20 | 26  | 46  | 28  | 6  | 1  | 5  | 6  | 2  |
|              | Moncton Flyers           | NB/PEI Major U18 | 1   | 0  | 0   | 0   | 0   | 1  | 0  | 1  | 1  | 0  |
| 2017–2018    | Moncton Flyers           | NB/PEI Major U18 | 35  | 15 | 28  | 43  | 26  | 8  | 3  | 12 | 15 | 8  |
| 2018–2019    | Charlottetown Islanders  | LHJMQ            | 63  | 15 | 21  | 36  | 46  | 6  | 1  | 4  | 5  | 0  |
| 2019–2020    | Charlottetown Islanders  | LHJMQ            | 44  | 6  | 30  | 36  | 28  | —  | —  | —  | —  | —  |
| 2020–2021    | Charlottetown Islanders  | LHJMQ            | 39  | 16 | 38  | 54  | 36  | 8  | 2  | 7  | 9  | 6  |
| 2021–2022    | Charlottetown Islanders  | LHJMQ            | 62  | 33 | 48  | 81  | 60  | 15 | 8  | 13 | 21 | 14 |
| 2022–2023    | Henderson Silver Knights | AHL              | 62  | 10 | 25  | 35  | 44  | —  | —  | —  | —  | —  |
| 2023–2024    | Vegas Golden Knights     | NHL              | 1   | 0  | 1   | 1   | 0   | —  | —  | —  | —  | —  |
|              | Henderson Silver Knights | AHL              | 27  | 1  | 11  | 12  | 20  | —  | —  | —  | —  | —  |
| NHL totalt   | NHL totalt               | NHL totalt       | 1   | 0  | 1   | 1   | 0   | —  | —  | —  | —  | —  |
| AHL totalt   | AHL totalt               | AHL totalt       | 89  | 11 | 36  | 47  | 64  | —  | —  | —  | —  | —  |
| LHJMQ totalt | LHJMQ totalt             | LHJMQ totalt     | 208 | 70 | 137 | 207 | 170 | 29 | 11 | 24 | 35 | 20 |

### Internationellt
| Källa: Uppdaterad: 2024-01-07 | Källa: Uppdaterad: 2024-01-07 | Källa: Uppdaterad: 2024-01-07 |         | Utv = Utvisningsminuter | Utv = Utvisningsminuter | Utv = Utvisningsminuter | Utv = Utvisningsminuter | Utv = Utvisningsminuter |
| År                            | Lag                           | Mästerskap                    | Matcher | Mål                     | Assists                 | Poäng                   | Utv                     |                         |
| ----------------------------- | ----------------------------- | ----------------------------- | ------- | ----------------------- | ----------------------- | ----------------------- | ----------------------- | ----------------------- |
| 2019                          | Kanada                        | Hlinka Gretzky                | 5       | 0                       | 0                       | 0                       | 2                       |                         |
| 2022                          | Kanada                        | JVM                           | 7       | 1                       | 4                       | 5                       | 0                       |                         |
| Junior totalt                 | Junior totalt                 | Junior totalt                 | 12      | 1                       | 4                       | 5                       | 2                       |                         |